# Nomophila moluccana
Nomophila moluccana là một loài bướm đêm trong họ Crambidae.